# Nyby, Björklinge

Nyby är en by i Björklinge socken i Uppsala kommun
Byn omtalas i dokument första gången 1475 då Bengt Fadersson (Sparre av Hjulsta och Ängsö) en gård i byn som räntade 14 spannar korn och 6 öre årligen. I den äldsta årliga räntan från 1540 uppges byn omfatta 2 mantal frälse tillhöriga Anna Bengtsdotter (Sparre av Hjulsta och Ängsö) och ett mantal prebendejord. Prebendejorden torde ha dragits in till arv och eget av Gustav Vasa, för 1560 bytte Anna Bengtsdotter till sig även den gården av Gustav Vasa. I byn fanns 1546 två kvarnar, en skatte och en tillhörig prebendegården. 1561 fanns endast en frälsekvarn kvar i byn.